# The Three Degrees
The Three Degrees es un grupo femenino de soul, rhythm and blues, música disco y pop.Se formó en Filadelfia (Estados Unidos) en 1963. Aunque siempre ha estado formado por tres intérpretes, durante su existencia ha habido cambios de componentes, sumando un total de doce mujeres. Las integrantes originales del grupo fueron Fayette Pinkney, Shirley Porter y Linda Turner.
El grupo firmó por el sello Philadelphia International Records en 1973, y fue  uno de los representantes más característicos del sonido pre-disco característico de dicha compañía discográfica.
Su mayor éxito, publicado en 1974, fue la canción When Will I See You Again (en castellano ¿Cuándo te veré otra vez?), que vendió más de dos millones de copias.
When Will I See You Again sirvió de nombre para el cuarto álbum de estudio de Thomas Anders, exmiembro del dúo alemán Modern Talking. Además, el primer sencillo de este álbum, llevó el mismo título y fue publicado en 1993 (ellas hacen, aquí, los coros).
En 2003, el dúo británico de synth pop Erasure hizo otra versión de este tema para su décimo álbum, Other People's Songs.

## Componentes a lo largo del tiempo
| 1963            | 1963-66         | 1966-67         | 1967-76         | 1976-86         | 1986-87         | 1987-88         | 1988-89          | 1989-presente    |
| Fayette Pinkney | Fayette Pinkney | Fayette Pinkney | Fayette Pinkney | Helen Scott     | Helen Scott     | Helen Scott     | Helen Scott      | Helen Scott      |
| Linda Turner    | Janet Harmon    | Janet Harmon    | Valerie Holiday | Valerie Holiday | Valerie Holiday | Valerie Holiday | Valerie Holiday  | Valerie Holiday  |
| Shirley Porter  | Helen Scott     | Sheila Ferguson | Sheila Ferguson | Sheila Ferguson | Vera Brown      | Rhea Harris     | Victoria Wallace | Cynthia Garrison |

- Sundray Tucker pasó un breve período con el trío en 1967 (junto a Ferguson y Pinkney)
- Miquel Brown ocupó el lugar de Scott cuando estaba embarazada en 1986 (junto a Ferguson y Holiday)

## Discografía

### Álbumes de estudio
| Año                                            | Álbum                            | Listas | Listas | Listas | Sello              |
| Año                                            | Álbum                            | US Pop | US R&B | UK Pop | Sello              |
| ---------------------------------------------- | -------------------------------- | ------ | ------ | ------ | ------------------ |
| 1970                                           | Maybe                            | 139    | 16     | —      | Roulette           |
| 1973                                           | The Three Degrees                | 28     | 33     | 11     | Philadelphia Int'l |
| 1975                                           | So Much Love                     | —      | 56     | —      | Roulette           |
| 1975                                           | International                    | 99     | 31     | 6      | Philadelphia Int'l |
| 1976                                           | A Toast of Love                  | —      | —      | —      | Epic               |
| 1977                                           | Standing Up for Love             | —      | —      | —      | Epic               |
| 1978                                           | New Dimensions                   | 169    | —      | 34     | Ariola             |
| 1979                                           | 3-D                              | —      | —      | 61     | Ariola             |
| 1985                                           | Album of Love                    | —      | —      | —      | 3D                 |
| 1989                                           | ...And Holding                   | —      | 76     | —      | Ichiban            |
| 1993                                           | Out of the Past, Into the Future | —      | —      | —      | BMG Ariola         |
| "—" indica que el álbum no entró en las listas |                                  |        |        |        |                    |

### Álbumes en directo
| Año                                            | Álbum                  | Listas | Listas | Listas | Sello              |
| Año                                            | Álbum                  | US Pop | US R&B | UK Pop | Sello              |
| ---------------------------------------------- | ---------------------- | ------ | ------ | ------ | ------------------ |
| 1975                                           | The Three Degrees Live | 199    | 34     | —      | Philadelphia Int'l |
| 1985                                           | Live in the UK         | —      | —      | —      | 3D                 |
| "—" indica que el álbum no entró en las listas |                        |        |        |        |                    |

### Recopilatorios
| Año                                            | Álbum                                                    | Listas | Listas | Listas | Sello  |
| Año                                            | Álbum                                                    | US Pop | US R&B | UK Pop | Sello  |
| ---------------------------------------------- | -------------------------------------------------------- | ------ | ------ | ------ | ------ |
| 1979                                           | A Collection of Their 20 Greatest Hits                   | —      | —      | 8      | Epic   |
| 1980                                           | Gold                                                     | —      | —      | 9      | K-Tel  |
| 1996                                           | The Best of the Three Degrees: When Will I See You Again | —      | —      | —      | Legacy |
| 2002                                           | Super Hits                                               | —      | —      | —      | Legacy |
| "—" indica que el álbum no entró en las listas |                                                          |        |        |        |        |

### Sencillos
| Año                                               | Sencillo                                                          | Listas | Listas | Listas | Listas |
| Año                                               | Sencillo                                                          | US Pop | US R&B | US AC  | UK Pop |
| ------------------------------------------------- | ----------------------------------------------------------------- | ------ | ------ | ------ | ------ |
| 1965                                              | "Gee Baby (I'm Sorry)"                                            | 80     | —      | —      | —      |
| 1965                                              | "I'm Gonna Need You"                                              | —      | —      | —      | —      |
| 1965                                              | "Close Your Eyes"                                                 | 126    | —      | —      | —      |
| 1965                                              | "Eve of Tomorrow" (with Tony Mammarella)                          | —      | —      | —      | —      |
| 1966                                              | "Look in My Eyes"                                                 | 97     | —      | —      | —      |
| 1966                                              | "Maybe"                                                           | —      | —      | —      | —      |
| 1966                                              | "Tales Are True"                                                  | —      | —      | —      | —      |
| 1966                                              | "Love of My Life"                                                 | —      | —      | —      | —      |
| 1968                                              | "Contact"                                                         | —      | —      | —      | —      |
| 1969                                              | "Down in the Boondocks"                                           | —      | —      | —      | —      |
| 1969                                              | "Feeling of Love"                                                 | —      | —      | —      | —      |
| 1970                                              | "What I See"                                                      | —      | —      | —      | —      |
| 1970                                              | "Melting Pot"                                                     | —      | —      | —      | —      |
| 1970                                              | "Maybe" (versión regrabada)                                       | 29     | 4      | —      | —      |
| 1970                                              | "I Do Take You"                                                   | 48     | 7      | —      | —      |
| 1971                                              | "You're the One"                                                  | 77     | 19     | —      | —      |
| 1971                                              | "There's So Much Love All Around Me"                              | 98     | 33     | —      | —      |
| 1971                                              | "Ebb Tide"                                                        | —      | —      | —      | —      |
| 1972                                              | "Trade Winds"                                                     | —      | 46     | —      | —      |
| 1972                                              | "I Wanna Be Your Baby"                                            | —      | —      | —      | —      |
| 1972                                              | "I Won't Let You Go"                                              | —      | —      | —      | —      |
| 1973                                              | "Dirty Ol' Man"                                                   | —      | 58     | —      | —      |
| 1974                                              | "Year of Decision"                                                | —      | 74     | —      | 13     |
| 1974                                              | "TSOP (The Sound of Philadelphia)" (MFSB feat. The Three Degrees) | 1      | 1      | 1      | 22     |
| 1974                                              | "Love Is the Message" (MFSB feat. The Three Degrees)              | 85     | 42     | —      | —      |
| 1974                                              | "When Will I See You Again"                                       | 2      | 4      | 1      | 1      |
| 1974                                              | "Get Your Love Back"                                              | —      | —      | —      | 34     |
| 1975                                              | "I Didn't Know"                                                   | —      | 18     | —      | —      |
| 1975                                              | "Take Good Care of Yourself"                                      | —      | 64     | 24     | 9      |
| 1975                                              | "Long Lost Lover"                                                 | —      | —      | —      | 40     |
| 1975                                              | "Free Ride"                                                       | —      | —      | —      | —      |
| 1976                                              | "A Toast of Love"                                                 | —      | —      | —      | 36     |
| 1976                                              | "What I Did for Love"                                             | —      | —      | —      | —      |
| 1977                                              | "Standing Up for Love"                                            | —      | —      | —      | —      |
| 1978                                              | "Giving Up, Giving In"                                            | —      | 39     | —      | 12     |
| 1979                                              | "Woman in Love"                                                   | —      | 27     | 50     | 3      |
| 1979                                              | "The Runner"                                                      | —      | —      | —      | 10     |
| 1979                                              | "Golden Lady"                                                     | —      | —      | —      | 56     |
| 1979                                              | "Jump the Gun"                                                    | —      | —      | —      | 48     |
| 1979                                              | "My Simple Heart"                                                 | —      | —      | —      | 9      |
| 1980                                              | "Set Me Free"                                                     | —      | —      | —      | —      |
| 1980                                              | "Without You"                                                     | —      | —      | —      | —      |
| 1984                                              | "Liar"                                                            | —      | —      | —      | 97     |
| 1985                                              | "The Heaven I Need"                                               | —      | —      | —      | 42     |
| 1985                                              | "This Is the House"                                               | —      | —      | —      | —      |
| 1989                                              | "Tie U Up"                                                        | —      | —      | —      | —      |
| 1989                                              | "Make It Easy on Yourself"                                        | —      | —      | —      | —      |
| 1989                                              | "Lock It Up"                                                      | —      | —      | —      | —      |
| 1998                                              | "Last Christmas" (Alien Voices feat. The Three Degrees)           | —      | —      | —      | 54     |
| "—" indica que el sencillo no entró en las listas |                                                                   |        |        |        |        |